# روبرت فاغنر (مجرم)
روبرت فاغنر (بالإنجليزية: Robert Joe Wagner)‏ هو مجرم أسترالي، ولد في 28 نوفمبر 1971 في Parramatta ‏ في أستراليا.